# Skalní obraz svatého Vojtěcha na Ticholovci
Skalní obraz svatého Vojtěcha – "Lesní kaple" svatého Vojtěcha na vrchu Ticholovci u Příchovic vznikla na základě pověsti o zastavení svatého Vojtěcha při jeho cestě z Říma do Čech v roce 992. Je tvořena malbou celé postavy svatého Vojtěcha na skále a opatřena stříškou.

## Pověst
K obrazu se váže pověst o vzniku názvu Ticholovec. Podle pověsti se tímto krajem vracel svatý Vojtěch z Říma zpět do vlasti. Vystoupal na vrch s vyhlídkou do údolí. V tu dobu v lese sbírala žena se svými dětmi jahody. Najednou žena uslyšela praskot větví a uviděla člověka, o kterém si myslela, že je lovec, jak vstupuje na paseku. Aby ztišila své hlučné děti, okřikla je slovy "Ticho, lovec!" Svatý Vojtěch se s ní dal do řeči a ujistil ji, že není lovcem z hradu Skály, ale že přichází proto, aby se potěšil krásou otčiny. Na dotaz ženy, kdo tedy je, odpověděl, že se jmenuje Vojtěch, kterého si Češi zvolili za svého biskupa. Žena padla na kolena a políbila jeho ruku. Na skále, před níž svatý Vojtěch stál, zůstal obrys jeho postavy. Na památku této události se vrchu říká Ticholovec a na skále byl namalován obraz svatého Vojtěcha. Pověst byla živena, vrcholek byl hojně navštěvován. V roce 1892 se zde konalo velké shromáždění u příležitosti 895. výročí smrti svatého Vojtěcha.

## Historie
Podle zápisu děkana J. Pekárka v Pamětní knize přeštického děkanství z roku 1892 stávala původně na Ticholovci socha svatého Vojtěcha, která zmizela pravděpodobně během třicetileté války. Na jejím místě byl na skále namalován obraz v životní velikosti. Obraz byl několikrát amatérsky obnoven. V roce 1892 jej vlastnoručně obnovil kamenický mistr Bartoloměj Kočandrle na paměť toho že, na základě ústního podání obyvatelstva, na tomto místě odpočíval svatý Vojtěch. V roce 1942 nově namaloval obraz akademický malíř František Václav Eisenreich. V roce 2009 obec Příchovice zajistila odborné restaurování malby akademickým malířem Jaroslavem Šindelářem. Obraz osobně posvětil za velkého zájmu lidí plzeňský biskup Msgre František Radkovský. Kolem skály s obrazem byly provedeny terénní úpravy a vybudováno odpočívadlo. V roce 2010 byla skála s malbou zastřešena. Místo s obrazem svatého Vojtěcha je nyní jedním ze zastavení naučné stezky Se sv. Vojtěchem okolím Přeštic a Příchovic.

## Galerie

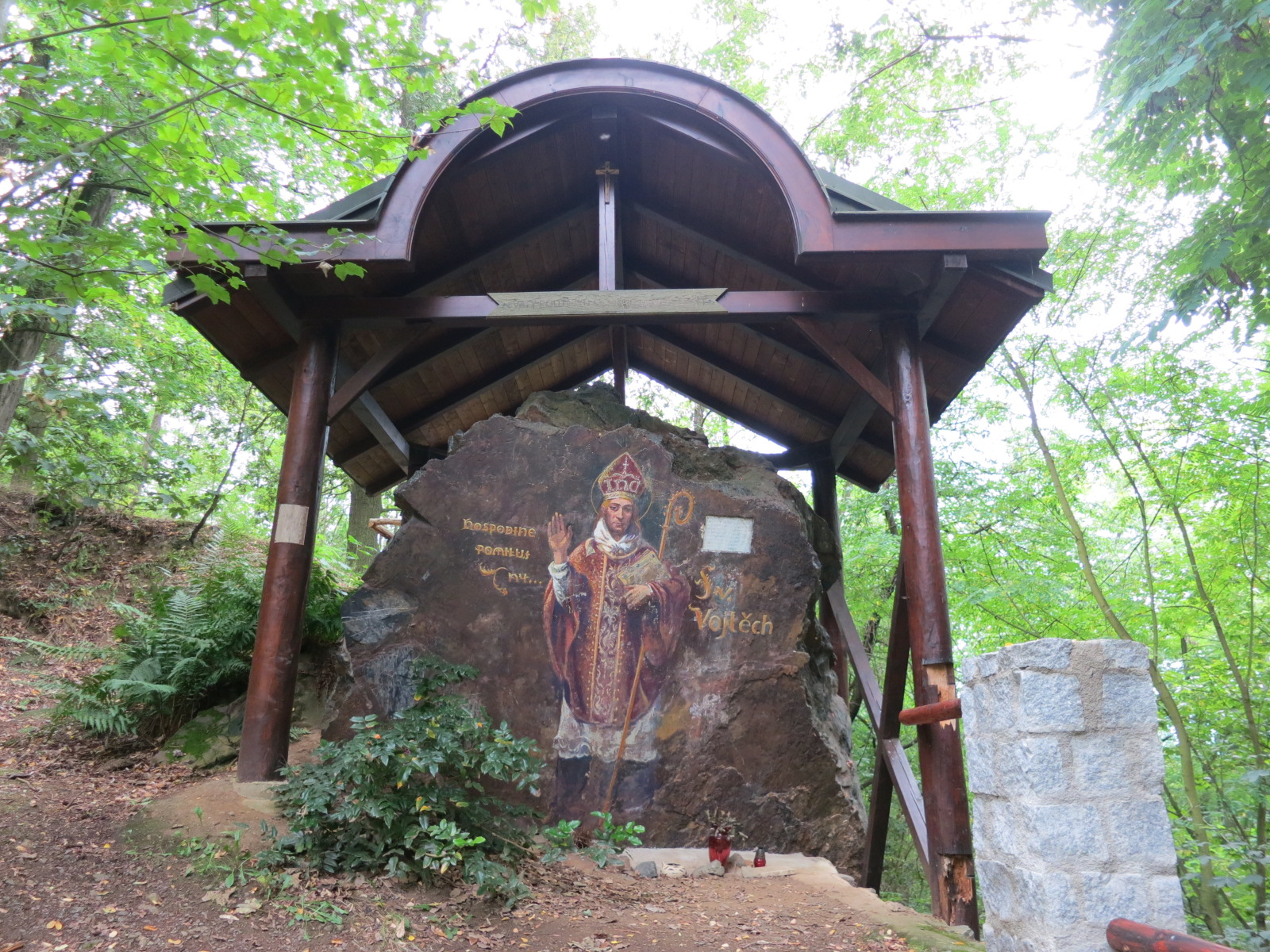
Celkový pohled na "lesní kapli"
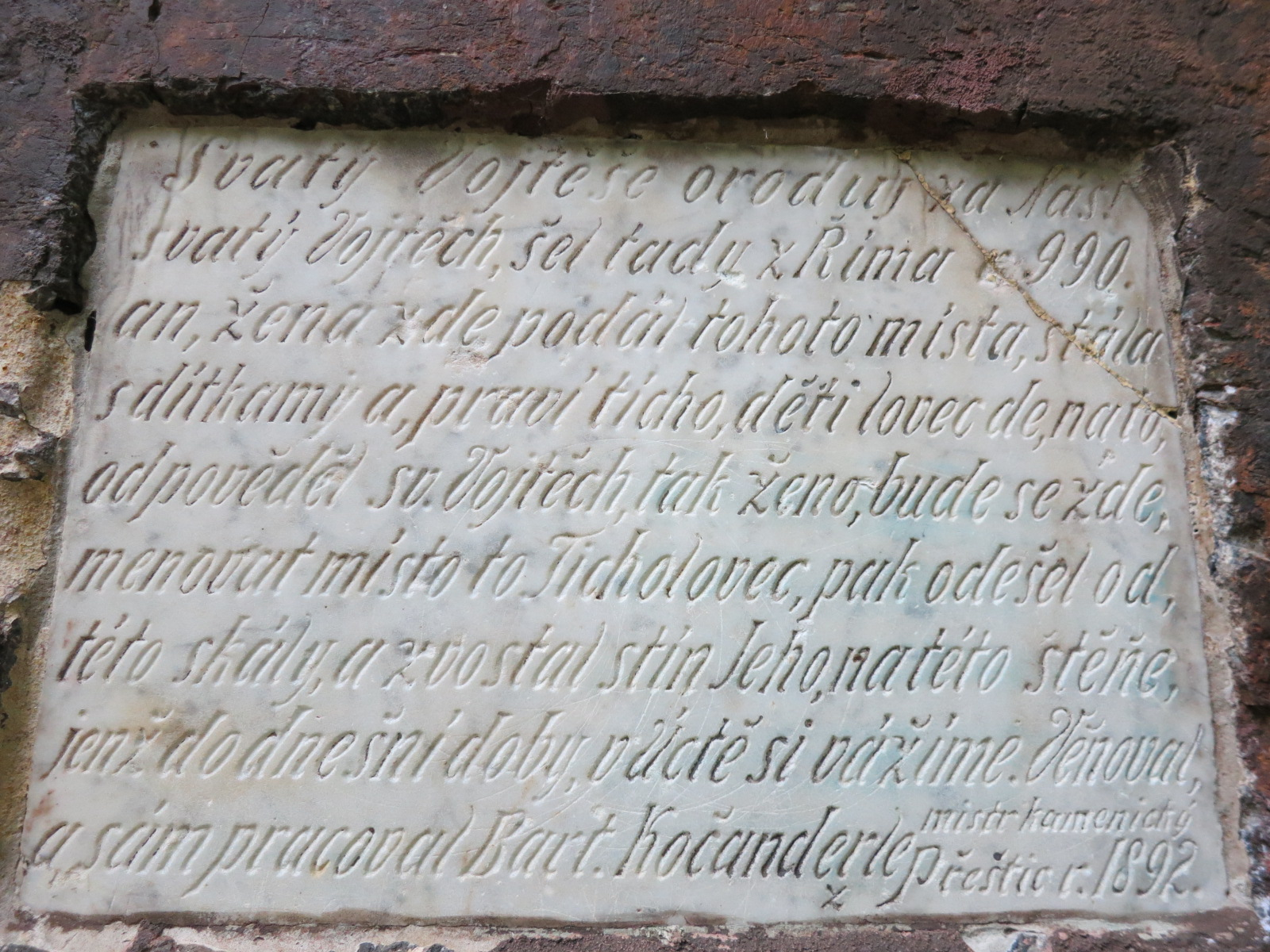
Pověst vytesaná do kamene
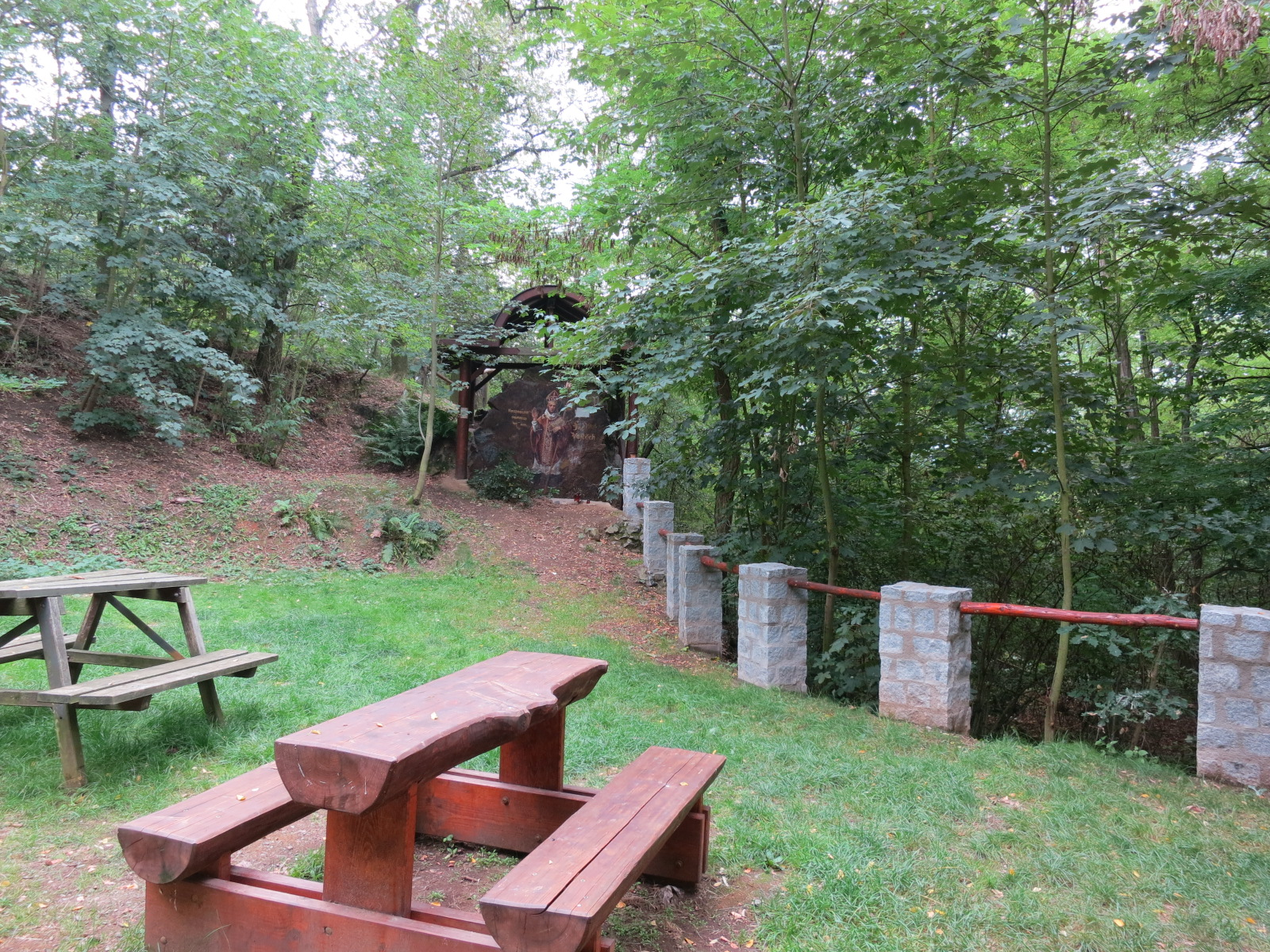
Odpočinkové místo
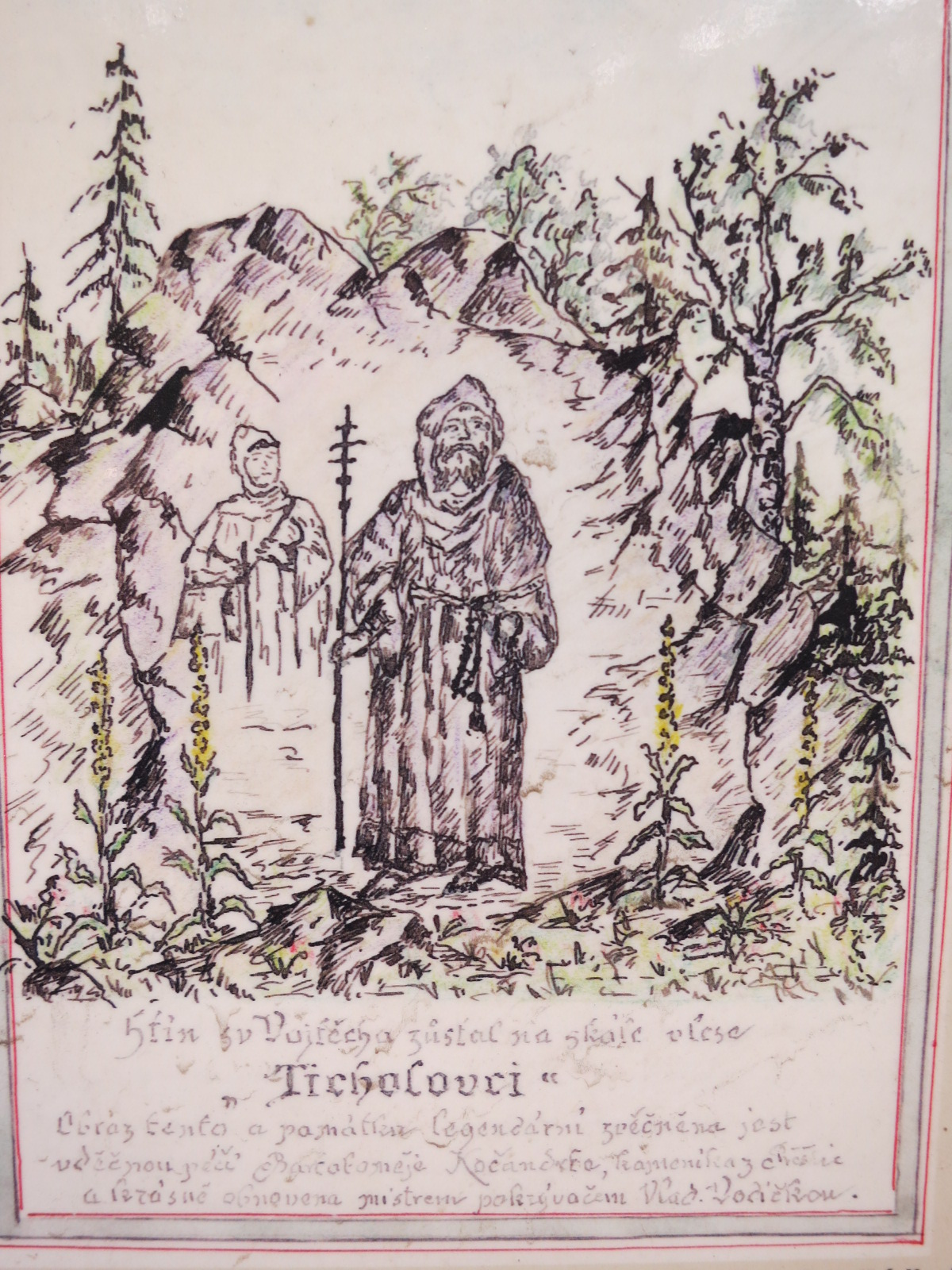
Stará pamětní deska